# 2017 في باكستان
فيما يلي قوائم الأحداث التي وقعت خلال عام 2017 في باكستان.

## أحداث
- 25 يونيو – انفجار باهاوالبور 2017
- 23 يونيو – تفجيرات باكستان

## سياسة

### تعيين في المنصب
- 1 أغسطس – شهيد خاقان عباسي رئيس وزراء باكستان.

### انتهاء فترة المنصب
- 28 يوليو – شهيد خاقان عباسي Minister of Petroleum and Natural Resources ‏.
- 28 يوليو – نواز شريف رئيس وزراء باكستان.

## وفيات

### أبريل
- 27 أبريل – فينود خانا (مواليد 1946) ممثل هندي.